# Тулом
Тулом — река в России, протекает в Сысольском и Прилузском районах Республики Коми. Устье реки находится в 337 км по правому берегу реки Луза. Длина реки составляет 54 км.
Исток реки в таёжном массиве среди холмов Северных Увалов на западных склонах холма Верховье Тулома (190 м НУМ) в 18 км к юго-востоку от деревни Слобода. Исток находится на водоразделе рек Юг и Вычегда, рядом находятся верховья реки Вепрь. Генеральное направление течения — юго-запад, русло извилистое. Верхнее течение проходит по Сысольскому району, среднее и нижнее — по Прилузскому. Всё течение, за исключением устья, проходит по ненаселённому холмистому таёжному массиву. Впадает в Лузу в посёлке Вухтым. Ширина реки в низовьях — 16 метров, скорость течения 0,5 м/с.

## Притоки
- 1 км: река Вухтым (лв)
- река Емваль (пр)
- река Петер (лв)
- 33 км: река Бурбей (лв)
- 39 км: река Аньга (пр)

## Данные водного реестра
По данным государственного водного реестра России и геоинформационной системы водохозяйственного районирования территории РФ, подготовленной Федеральным агентством водных ресурсов:
- Бассейновый округ — Двинско-Печорский
- Речной бассейн — Северная Двина
- Речной подбассейн — Малая Северная Двина
- Водохозяйственный участок — Юг
- Код водного объекта — 03020100212103000012396